# Uniprix
Uniprix fue una conocida cadena de tiendas populares lanzada por Nouvelles Galeries en 1928.  Pronto encontró competencia en la marca también francesa Prisunic. Ambas forman parte de la historia de las grandes cadenas comerciales del siglo XX.

## Historia
La primera tienda Uniprix abrió sus puertas en 1928, en la rue du Commerce de París.  Un poco más tarde, en enero de 1931, Pierre Laguionie, accionista mayoritario de los almacenes Printemps de París, decide poner en marcha una cadena de tiendas de bajo coste con el nombre de Prisunic, para competir con las tiendas Uniprix.  Ambas cadenas forman parte de una generación de tiendas de bajo coste o de precio único que nacieron o se desarrollaron a la par de la crisis económica de Estados Unidos conocida como crack de 1929. Ambas supieron adaptarse al momento y sobrevivieron varias décadas. 
En 1953 fue comprada por Pierre Lévy.
En 1991, el Grupo Galerías Lafayette compran el Grupo Nouvelles Galeries y sus 70 establecimientos Uniprix. Uniprix se fusiona con Monoprix, lo que permite a este último ampliar su presencia a 144 ciudades francesas.
Uniprix pasa a ser una marca comercial, propiedad del holding Monoprix, compañía registrada en el Instituto Nacional de la Propiedad Industrial de Francia con el número 1360691.